# Advanced Aerospace Threat Identification Program
Advanced Aerospace Threat Identification Program (AATIP) var ett amerikanskt federalt delvis sekretessbelagt program där USA:s försvarsdepartement skulle studera och utreda uppkomna oidentifierade flygande föremål (OFF/OFO/Ufo) mellan åren 2007 och 2012. Programmet administrerades först av Defense Intelligence Agency (DIA) och sen av en anställd hos USA:s försvarsdepartement och som var placerat på det amerikanska försvarshögkvarteret Pentagon, närmare bestämt hos Office of the Secretary of Defense och underställt undersekreteraren för försvarsunderrättelsefrågor.
Programmet kom till allmänhetens kännedom den 16 december 2017 när den amerikanska dagstidningen The New York Times publicerade en tidningsartikel med tidningsrubriken "Glowing Auras and ‘Black Money’: The Pentagon’s Mysterious U.F.O. Program". Tidningen hävdade att den som var initiativtagaren till programmet var den dåvarande majoritetsledaren i USA:s senat, Harry Reid (D) och var den som fick igenom att 22 miljoner amerikanska dollar ur 2007 års amerikanska försvarsbudget skulle gå till att utreda OFF. USA:s försvarsdepartement hävdade att programmet avslutades 2012 när de 22 miljoner dollar hade förverkats. New York Times hävdade dock att programmet må ha avslutats då officiellt men inofficiellt har det fortsatt fram till pressläggning av tidningsartikeln. År 2020 medgav USA:s försvarsdepartement till USA:s senats underrättelsekommitté att man hade skapat ett nytt program med namnet Unidentified Aerial Phenomenon Task Force (UAPTF) för liknande syfte.